# Міністр внутрішніх справ України
Міні́стр вну́трішніх спра́в Украї́ни — голова Міністерства внутрішніх справ України. Є членом РНБО. Через нього Кабінет Міністрів спрямовує і координує діяльність Державної міграційної служби. 
Міністр призначається на посаду за поданням Прем’єр-міністра України і звільняється з посади Верховною Радою України.
Міністр має першого заступника та заступників, які призначаються на посаду та звільняються з посади Кабінетом Міністрів України за поданням Прем’єр-міністра України відповідно до пропозицій Міністра.

## Права та повноваження
Міністр внутрішніх справ України
- керує Міністерством, несе персональну відповідальність перед Президентом України та Кабінетом Міністрів України за розроблення і реалізацію державної політики у сфері захисту прав і свобод громадян, інтересів суспільства і держави від протиправних посягань, охорони громадського порядку, забезпечення громадської безпеки, боротьби зі злочинністю, виконання Міністерством своїх завдань і функцій;
- спрямовує і координує як член Кабінету Міністрів України здійснення центральними органами виконавчої влади заходів з питань, віднесених до його відання, визначає на виконання вимог законодавства в межах наданих йому повноважень політичні пріоритети та стратегічні напрями роботи Міністерства, шляхи досягнення поставленої мети;
- подає в установленому порядку на розгляд Кабінету Міністрів України проєкти законів України, актів Президента України та Кабінету Міністрів України, розробником яких є Міністерство;
- затверджує програми й плани роботи Міністерства та звіт про їх виконання;
- підписує нормативно-правові акти Міністерства;
- приймає рішення про розподіл бюджетних коштів, головним розпорядником яких є Міністерство, та затверджує звіт про виконання цих рішень;
- погоджує проєкт законів України, актів Президента України та Кабінету Міністрів України з питань, що належать до компетенції Міністерства;
- вносить у встановленому порядку подання щодо відзначення державними нагородами працівників органів внутрішніх справ;
- утворює, реорганізовує та ліквідовує територіальні та на транспорті органи МВС України, затверджує їх положення;
- вносить пропозиції до Кабінету Міністрів України про утворення та ліквідацію вищих навчальних закладів МВС України;
- призначає на посади й звільняє з посад за погодженням з Президентом України начальників, перших заступників, заступників начальників Головних управлінь (управлінь) Міністерства внутрішніх справ України в Автономній Республіці Крим, областях, містах Києві та Севастополі, на транспорті, керівників структурних підрозділів МВС України, начальників міських управлінь (відділів) внутрішніх справ обласних центрів, міських, районних управлінь (відділів) внутрішніх справ, ректорів та проректорів навчальних закладів Міністерства, першого заступника, заступників начальника Головного управління — командувача внутрішніх військ Міністерства внутрішніх справ України, начальників управлінь територіального командування, командирів бригад цих військ;
- вносить Кабінету Міністрів України пропозиції щодо утворення, реорганізації та ліквідації у складі МВС України урядових органів державного управління і подання про призначення на посади та звільнення з посад їх керівників, затверджує граничну чисельність цих органів;
- призначає на посади та звільняє з посад в установленому порядку працівників центрального апарату МВС України;
- присвоює в установленому порядку спеціальні звання особам рядового і начальницького складу органів внутрішніх справ та військові звання військовослужбовцям внутрішніх військ, заохочує, притягає їх до дисциплінарної відповідальності;
- здійснює інші повноваження відповідно до законодавства.